# 테이트 모던
테이트 모던(영어: Tate Modern Museum)은 영국 런던에 있는 현대미술관으로 테이트 브리튼, 테이트 리버풀, 테이트 세인트아이브스, 테이트 온라인과 함께 테이트를 이룬다. 관람시간은 일~목요일 오전 10시~오후 6시 금,토요일 오전 10시~오후 10시이고 휴관일은 매년 12월 24~26일이다.

## 건물

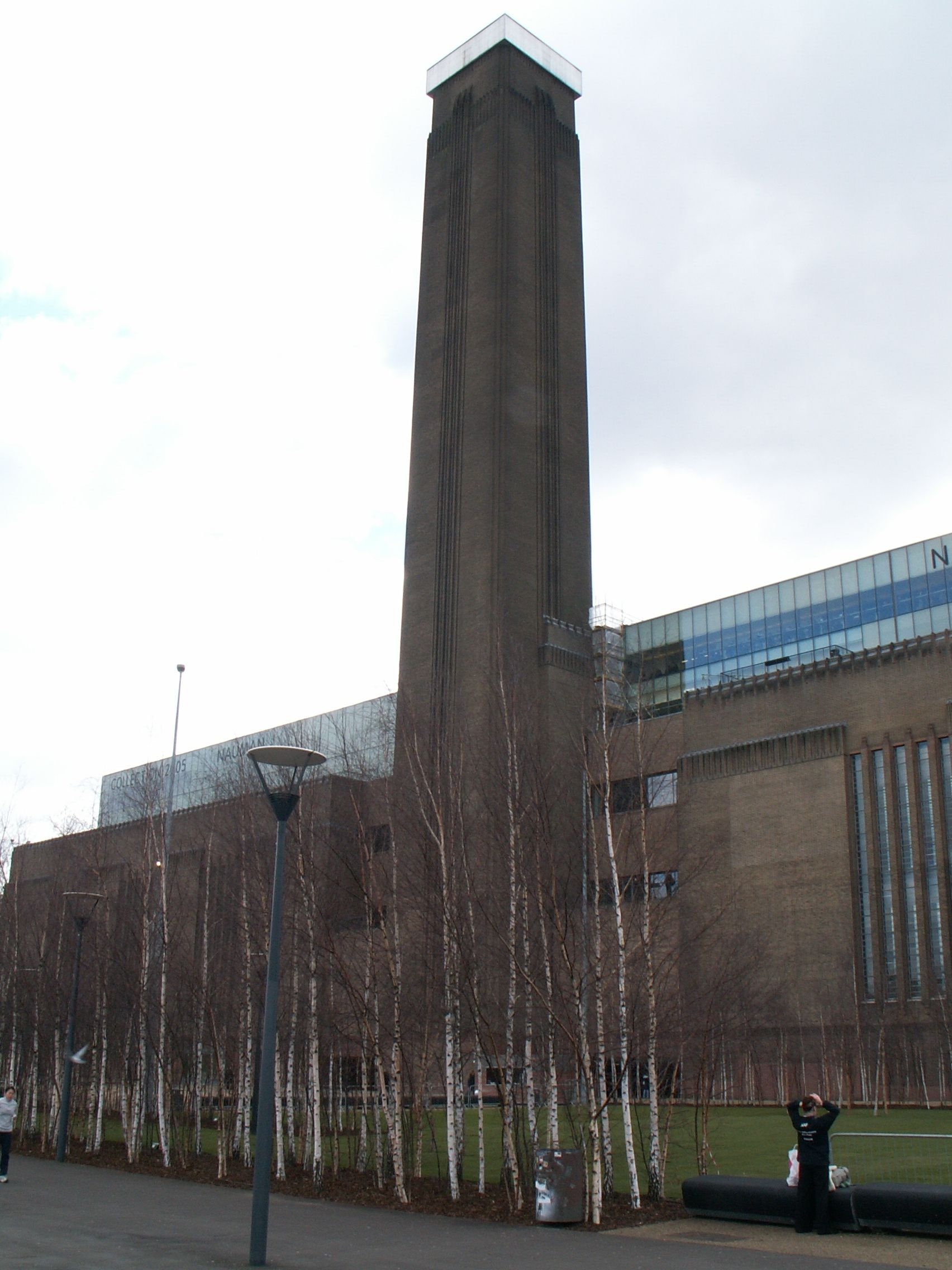
테이트 모던 외부

2000년 5월 12일 개관한 테이트 모던은 영국 정부의 밀레니엄 프로젝트의 일환으로 템즈강변의 뱅크사이드 발전소를 새롭게 리모델링한 곳에 들어섰다. 뱅크사이드 발전소는 2차 세계대전 직후 런던 중심부에 전력을 공급하기 위해 세워졌던 화력발전소,로 영국의 빨간 공중전화 박스 디자인으로도 유명한 건축가 길버트 스코트(Giles Gilbert Scott)에 의해 지어졌으며, 공해문제로 이전한 이후 1981년 문을 닫은 상태였다. 
영국 정부와 테이트 재단은 템즈강변에 자리하고 있으면서 넓은 건물면적과 지하철역에서도 가까운 이 발전소를 현대미술관을 지을 장소로 낙점하고, 국제 건축 공모전을 통해 선정된 스위스 건축회사 헤르초크 & 드 뫼롱이 테이트모던 프로젝트에 참여하게 된다. 
약 8년여 간의 공사기간 끝에 지어진 본 건물은 기존의 외관은 최대한 손대지 않고 내부는 미술관의 기능에 맞춰 완전히 새로운 구조로 바꾸는 방식으로 개조되었다. 총 높이 99m 직육면체 외형의 웅장한 테이트 모던은 모두 7층으로 구성되어 있으며 건물 한가운데 원래 발전소용으로 사용하던 높이 99m의 굴뚝이 그대로 솟아 있는데, 반투명 패널을 사용하여 밤이면 등대처럼 빛을 내도록 개조하여 이 굴뚝은 오늘날 테이트 모던의 상징이 되었다. 미술관 건물 자체만으로도 볼 거리가 된 테이트 모던은 한해 400만명 이상의 관광객이 찾는 런던의 새로운 관광명소가 되었다.

## 갤러리

테이트 모던 내부

테이트 모던의 미술품들은 1900년대부터 현재까지의 현대미술, 실험미술 등으로 구성되어 있다. 층별로 살펴보면 1층은 본관 입구, 2층은 강 쪽으로 연결되는 출입구가 있고 카페와 세미나룸, 강당, 선물상점, 전시실 등이 있다. 3층과 5층은 상설전시 공간이며 4층에서는 기획 전시가 이루어진다. 6층에는 멤버스 룸이 있으며 7층에는 레스토랑과 바, 이스트룸 등이 있다.

### 상설전시
테이트 모던의 콜렉션은 대부분이 테이트갤러리(Tate Gallery)에 있던 20세기 이후의 작품이다. 테이트 모던은 2000년 개관 당시부터 소장하고 있는 미술품들을 20세기 전체를 아우르는 4가지 주제, 풍경(사건•환경), 정물(오브제•실제의 삶), 누드(행위•몸), 역사(기억•사회)로 나누어 각각의 미술품들이 역사적 맥락 속에서 어떻게 변형이 이루어졌는지를 보여주었다. 이러한 테마에 의한 새로운 전시방식은 시대, 사조, 경향에 따른 기존의 접근방식과는 상당히 다른 것이어서 현대미술의 중심을 뉴욕에서 런던으로 옮겨왔다는 평가를 받기도 한다.

#### 3층-Material Gesture
Material Gesture 섹션에서는 전쟁 이후 1940~50년의 유럽과 미국 회화와 조각들을 전시하며 추상주의, 표현주의, 추상표현주의 작품들을 감상할 수 있다. 작가 클로드 모네, 애니시 커푸어, 바넷 뉴먼, 마크 로스코, 앙리 마티스, 타시타 딘의 작품이 있다.

#### 3층-Poetry and Dream
Poetry and Dream 섹션에서는 초현실주의 작품들을 주로 전시하여 현대미술의 출현과 그 발전양상을 확인할 수 있다. 조지오 데 키리코, 프란시스 베이컨, 신디 셔먼 등의 유명 초현실주의 작가와 이들의 작품들을 포함한다.

#### 5층-Energy and Process
Energy and Process섹션에서는 변화와 자연에 힘에 관심을 보인 예술가들의 작품을 전시하고 있다. 중앙 전시공간은 다양한 일상생활의 물건들을 다양하게 활용하여 전통의 고급예술품에 비해 보다 산업적이고 때로는 오가닉한 1960년대 후기의 조각들로 구성되어 있다. 전시된 이탈리아의 아르테 포베라, 일본과 미국의 Mono Ha와 후기 미니멀리즘 작품들은 모두 기술을 통한 새로운 심미적인 아름다움을 찾으려는 움직임이었다. 바로 옆 전시실에서는 일상의 물건과 활동을 이용한 예술가들의 선구적인 작품들을 다룬다. 이 곳에 전시되어 있는 사진과 영화, 설치미술품을 통해 예술과 일상의 경계를 모호하게 했던 또 하나의 현대미술의 경향을 살펴볼 수 있다.

#### 5층-States of Fluxus
States of Fluxus 섹션에서는 중앙공간에는 20세기 초반의 경향, 큐비즘, 퓨쳐리즘, 보티시즘으로의 움직임을 보여준다. 전시공간 속 전위 예술가들은 좀 더 역동적이고 전통의 틀을 깨는 표현언어를 사용하여 현대와 기계문명의 복잡한 현실을 표현하려 하였다. 더하여 이 곳에서는 이러한 전위미술이 실험영화, 사진, 디자인 그리고 가끔은 날카로운 정치의제로까지 영향을 미친 것까지 살펴볼 수 있다. 옆 전시실에서는 후기 인상주의 예술을 다룬다. 전후 소비의 시대 속에서 예술과 상업이 결합하는 사회적인 특징 속에서 콜라쥬와 같은 큐비즘의 진화된 모습이 팝아트라는 현대적 양식으로 변모하는 모습을 살펴볼 수 있다. 또한 보다 더 최근의 미술 경향에 따라 새로운 표현기법-꼴라쥬, 아상블라쥬 등 에서부터 디지털 테크놀로지를 사용한 신진작가들의 작품까지도 만나볼 수 있다.

## 사진

테이트모던 사진보기
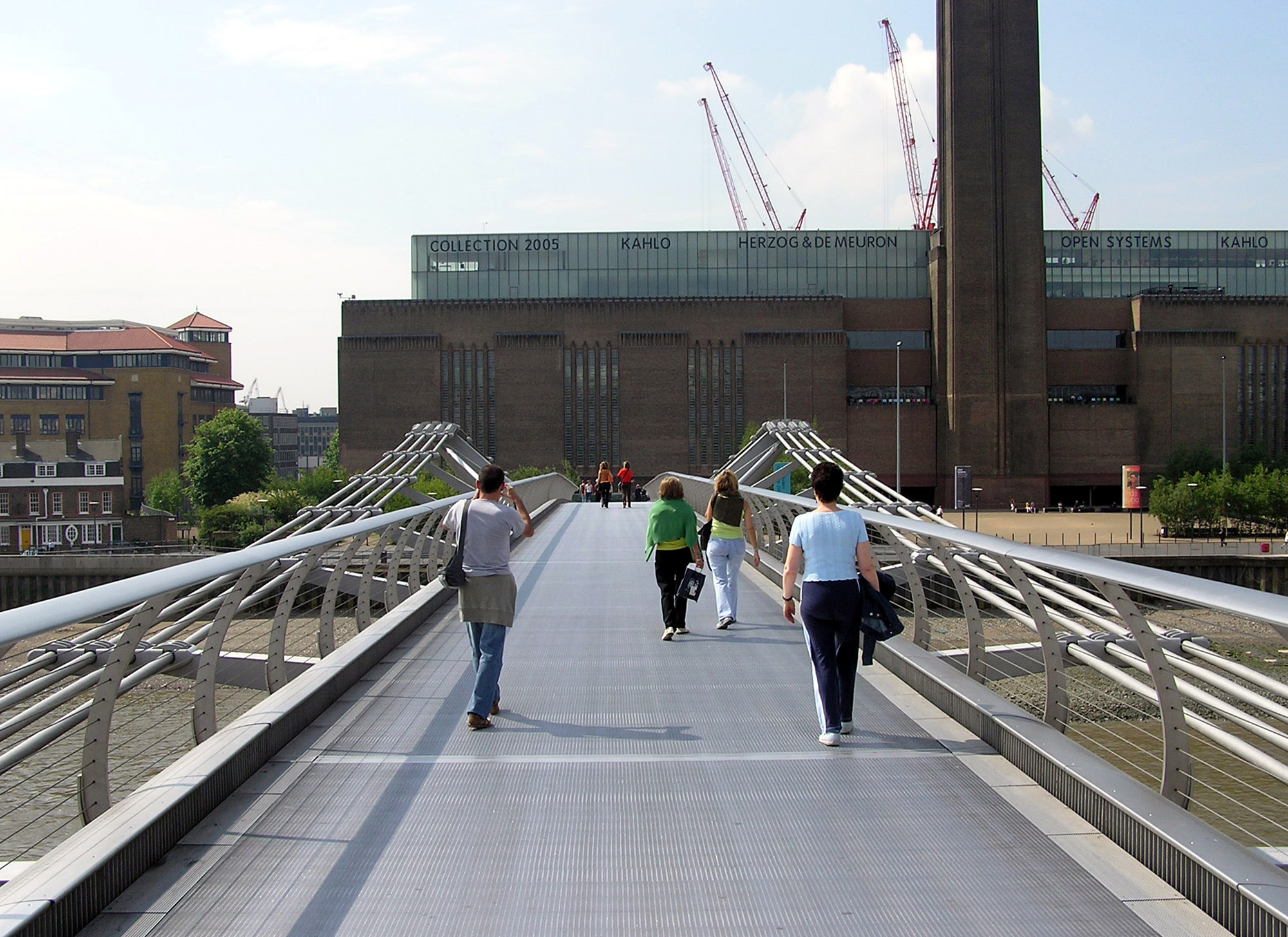
밀레니엄브릿지를 통해 가는길
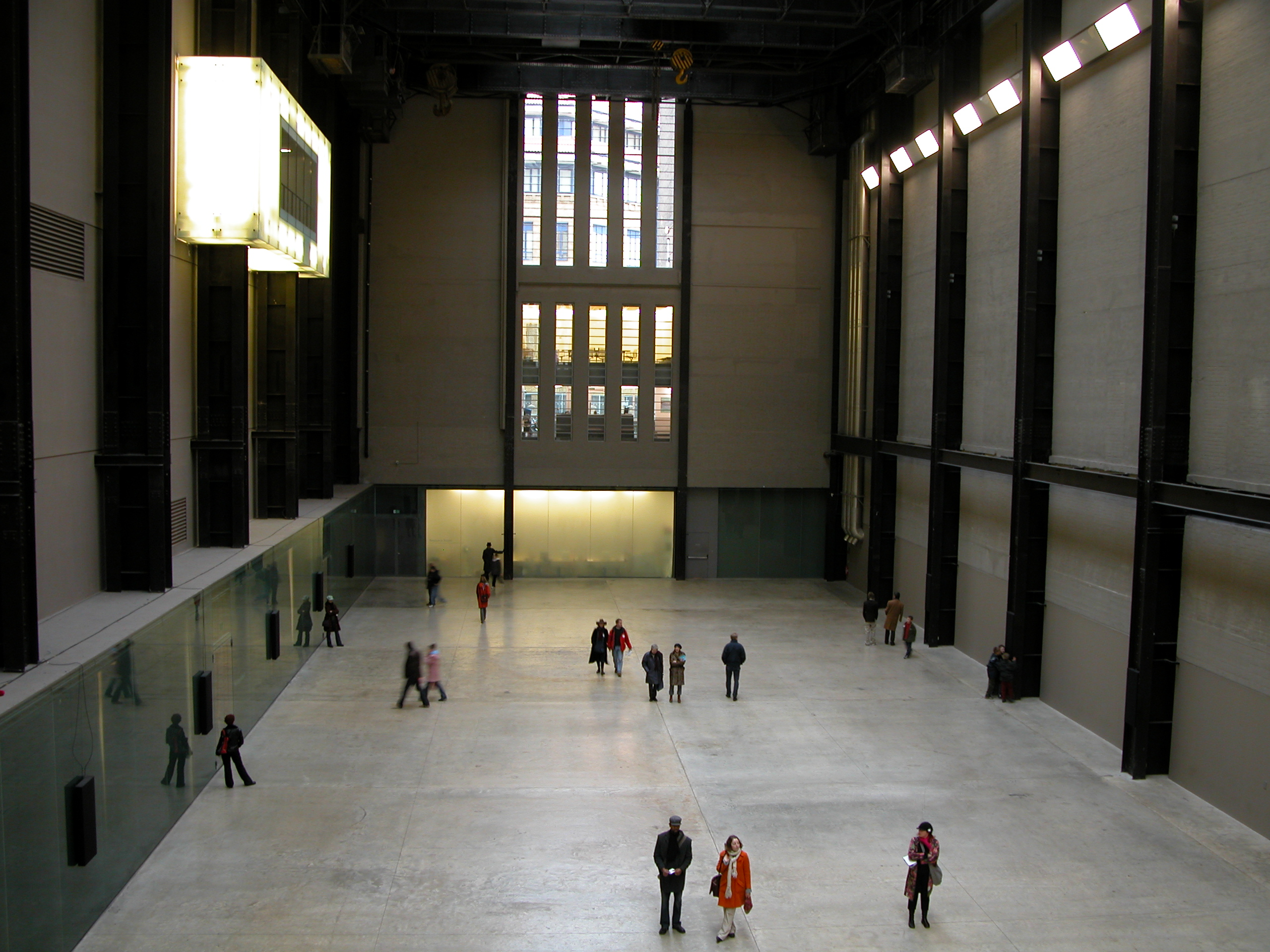
1층 터빈홀
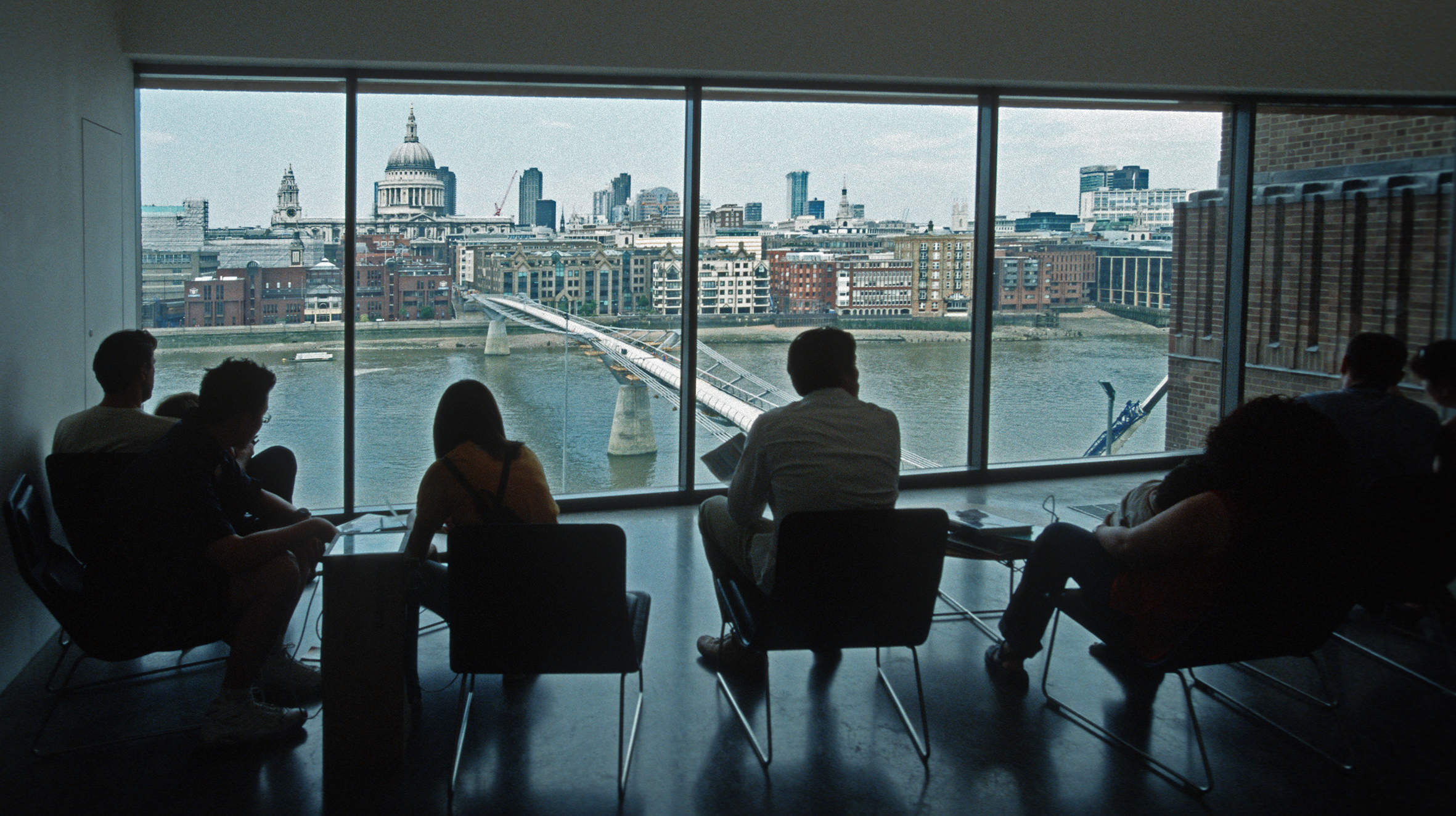
라운지
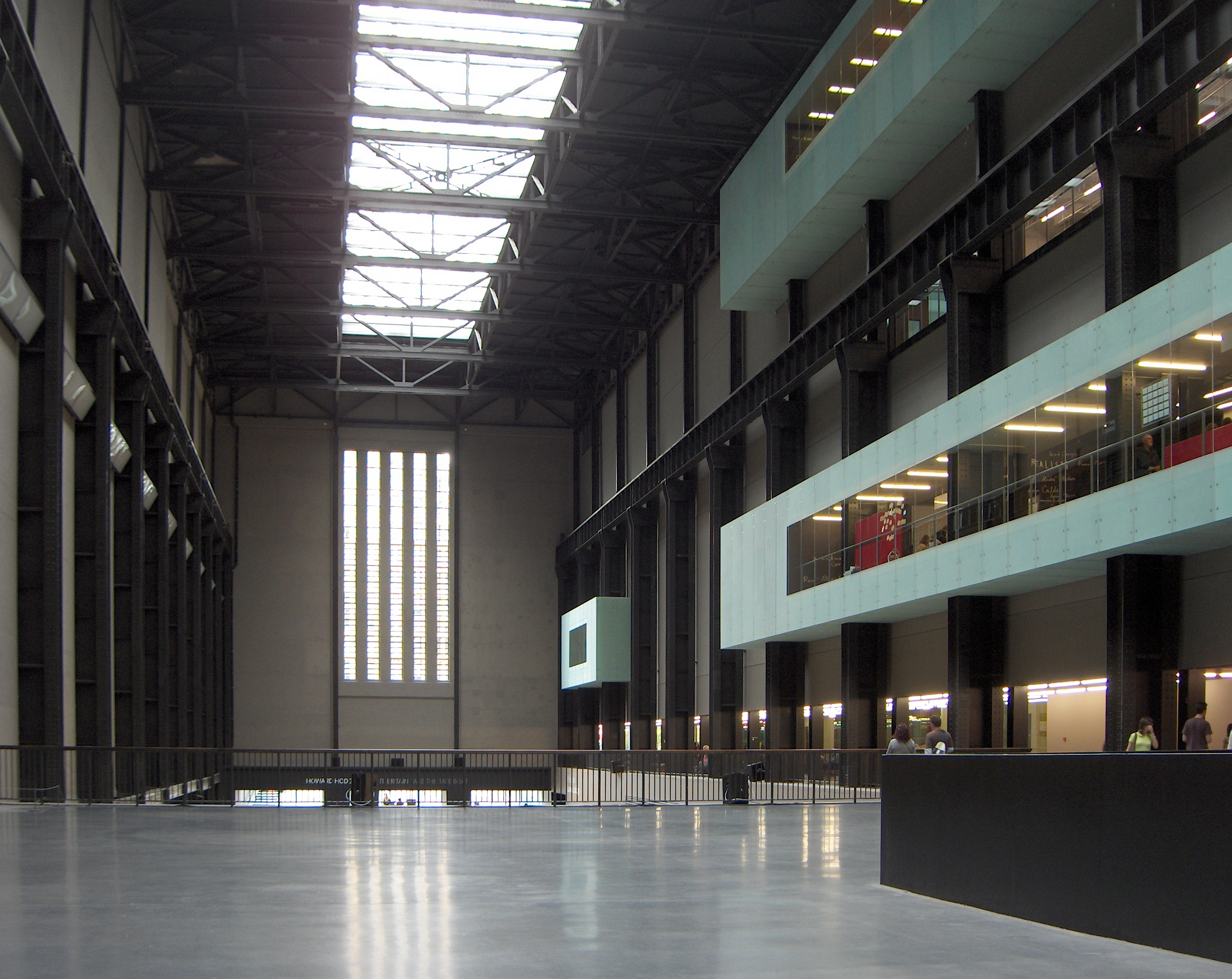
건물 내부
레이철 화이트리드의 기획전시
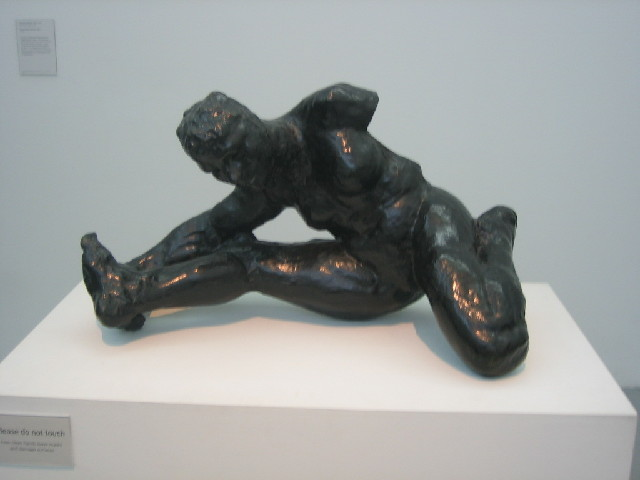
로댕의 조각
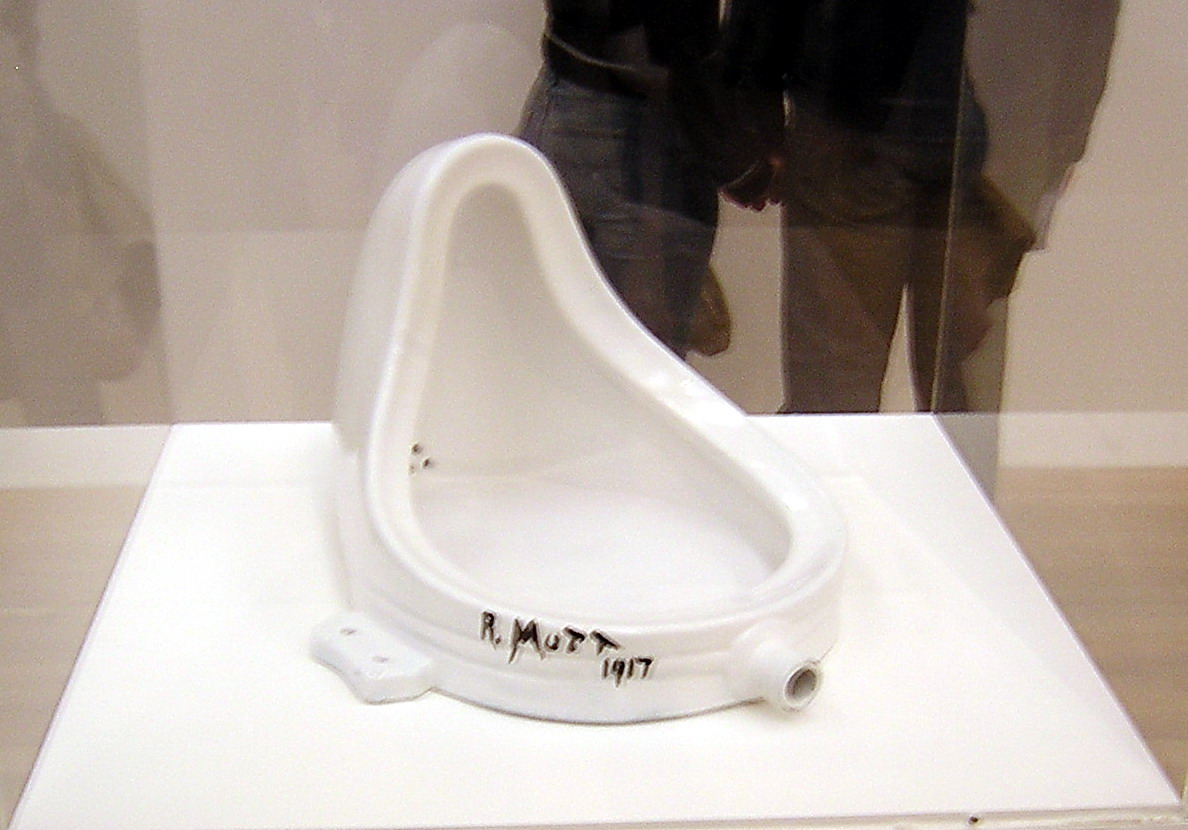
뒤샹의 샘
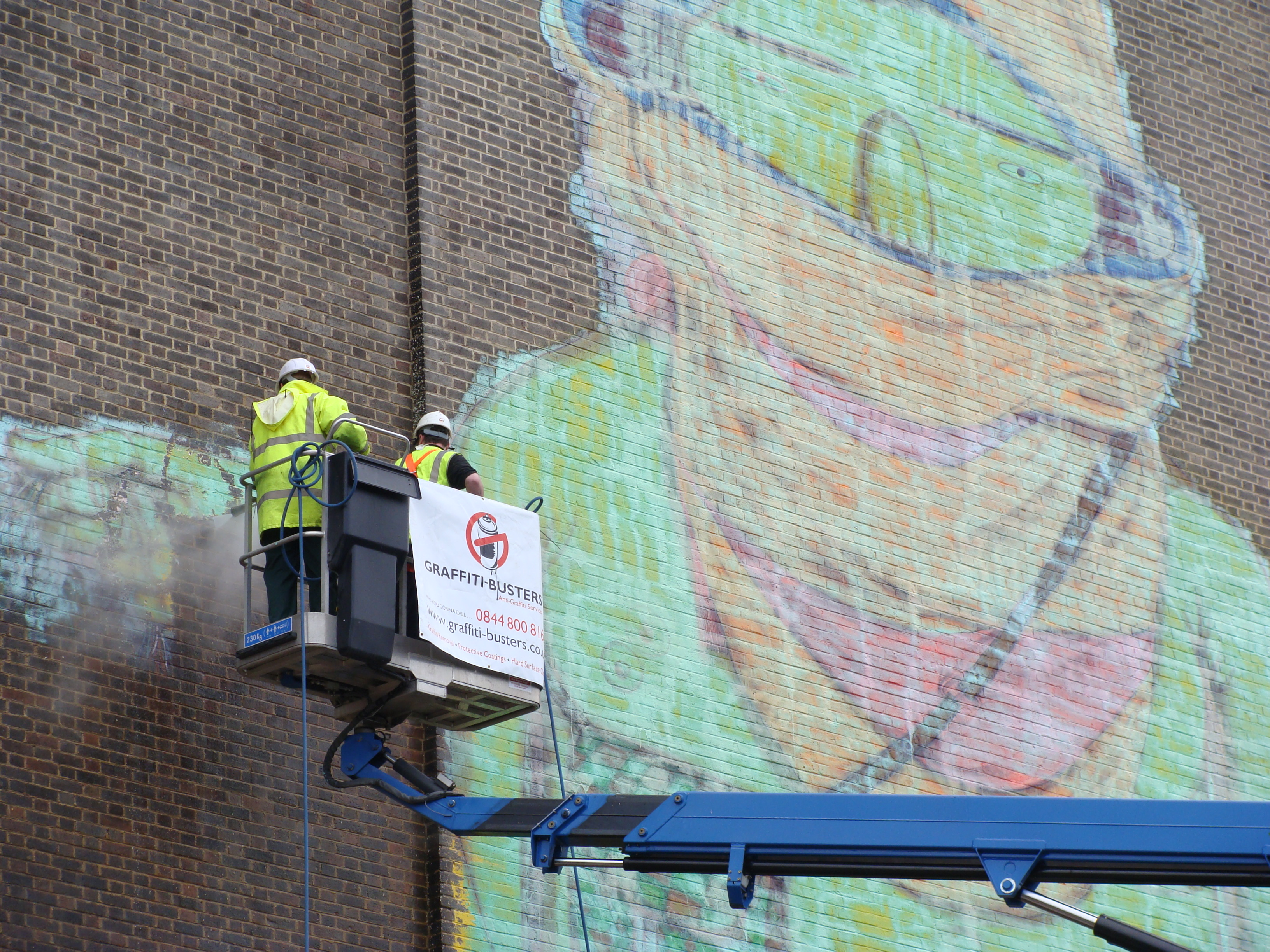
Street art 기획전시
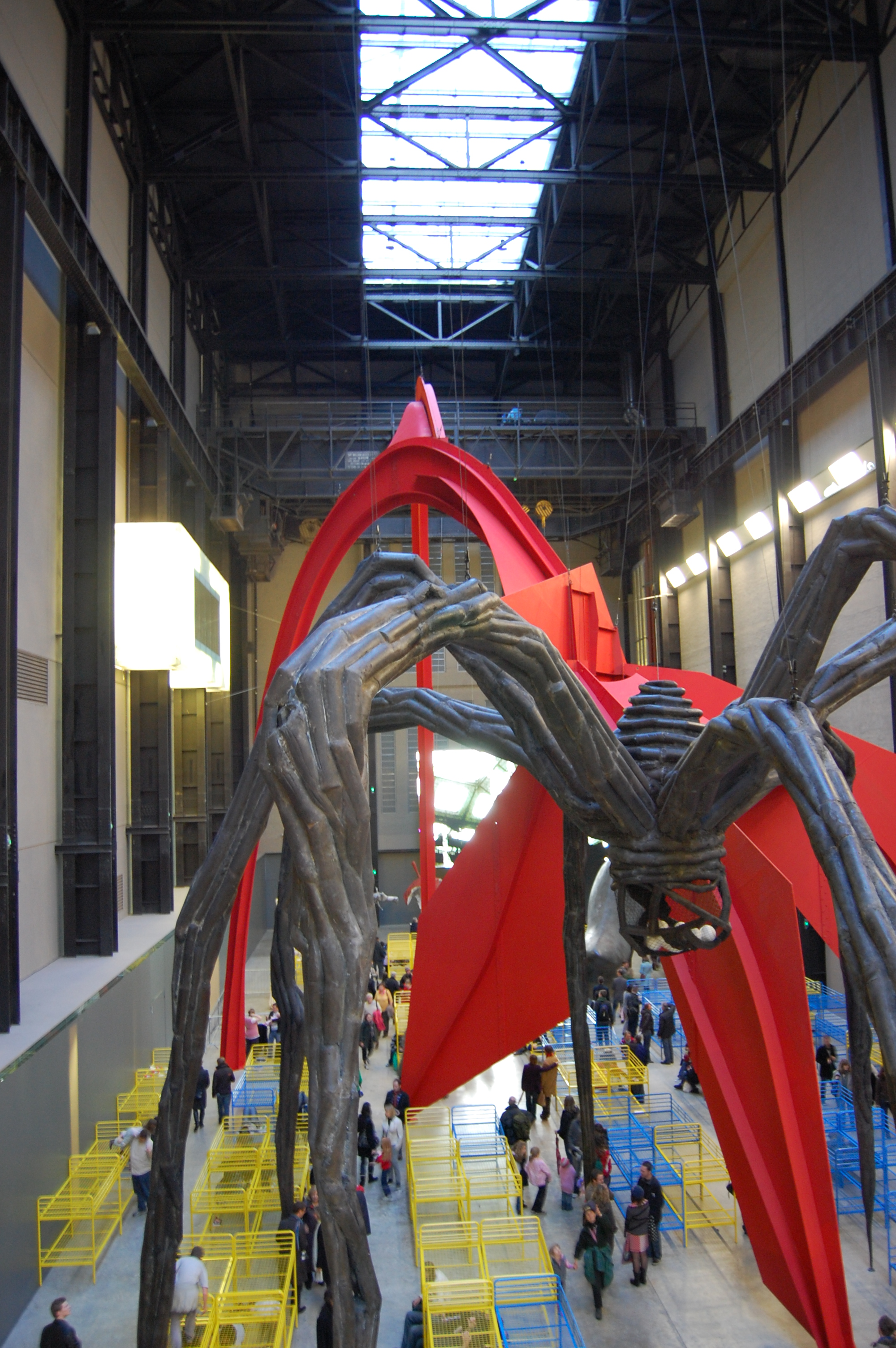
루이즈 부르주아의 Spider
카르스텐 횔러의 Test Site

## 참고 문헌
1. 동아 Encyber 백과사전
2. Tate Modern | About, Tate Online, 2009/6/2일자
3. Tate Modern | Collection Displays | Level 3: Material gestures, Tate Online, 2009/6/2일자
4. Tate Modern | Collection Displays | Level 3: Poetry and Dream, Tate Online, 2009/6/2일자
5. Tate Modern | Collection Displays | Level 5: Energy and Process, Tate Online, 2009/6/2일자
6. Tate Modern | Collection Displays | Level 5: States of Fluxus, Tate Online, 2009/6/2일자
7. 21세기 유럽 현대미술관 기행 / 이은화 지음 랜덤하우스중앙, 2005
8. 50일간의 유럽 미술관 체험 : 이주헌의 행복한 그림 읽기 / 이주헌 지음 학고재, 2005

## 같이 보기
- 영국 미술관
- 현대미술
- 조르주 퐁피두 센터
- 시드니 현대 미술관
- 시카고 미술관